# Дјано Арентино
Дјано Арентино (итал. Diano Arentino) је насеље у Италији у округу Империја, региону Лигурија.
Према процени из 2011. у насељу је живело 226 становника. Насеље се налази на надморској висини од 311 м.

## Становништво
| 1936. | 1951. | 1961. | 1971. | 1981. | 1991. | 2001. | 2011. |
| ----- | ----- | ----- | ----- | ----- | ----- | ----- | ----- |
| 549   | 519   | 468   | 402   | 400   | 518   | 606   | 678   |